# Thielavia fragilis
Thielavia fragilis är en svampart som först beskrevs av Natarajan, och fick sitt nu gällande namn av Arx 1975. Thielavia fragilis ingår i släktet Thielavia och familjen Chaetomiaceae.   Inga underarter finns listade i Catalogue of Life.